# Synagoge (Blieskastel)

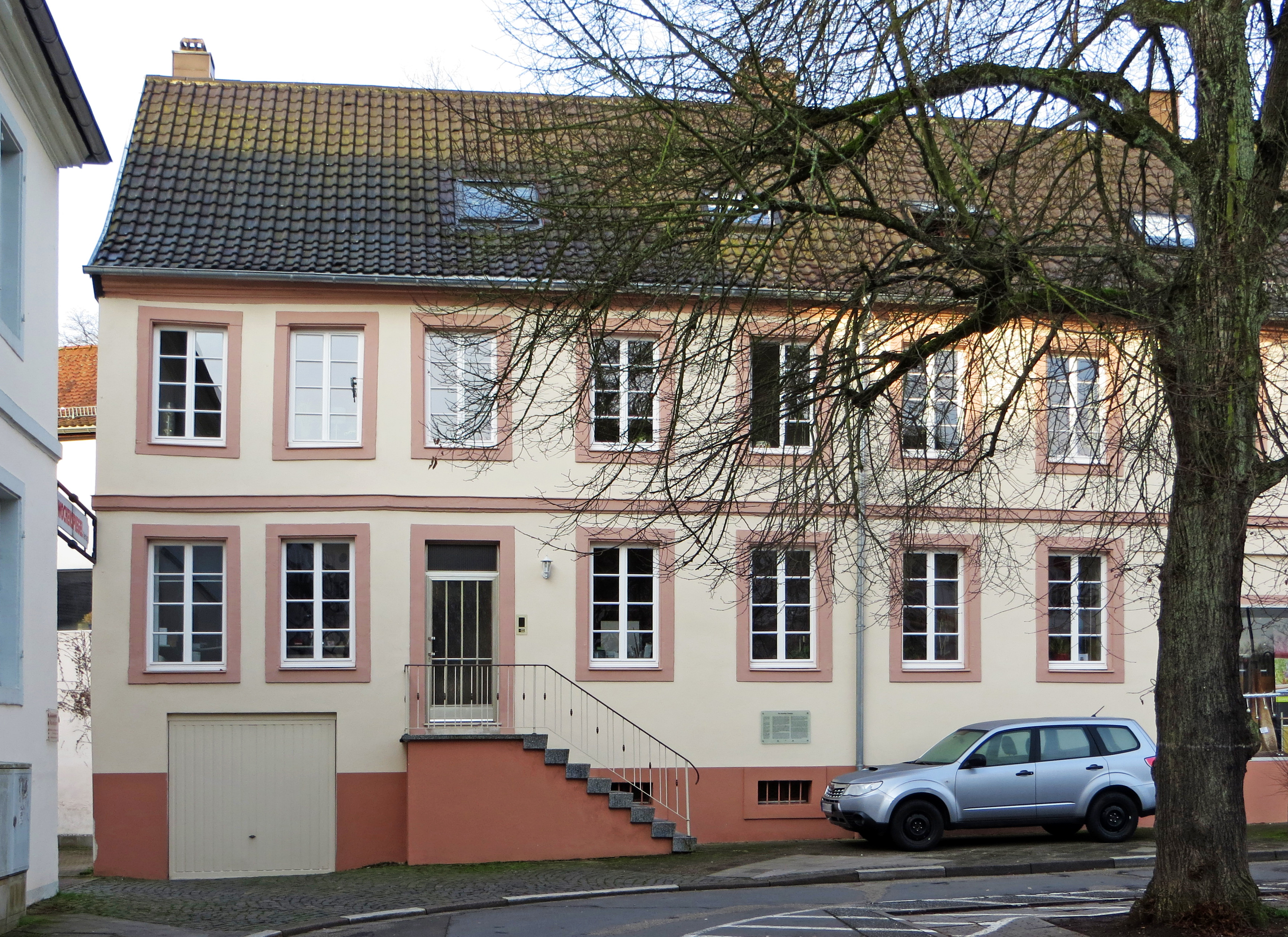
Ehemalige Synagoge in Blieskastel

Die Synagoge in Blieskastel, einer Stadt im Saarpfalz-Kreis im Saarland, wurde 1826 in einem Wohnhaus eingerichtet. Die profanierte Synagoge hat die Adresse Am Luitpoldplatz 1. Das Gebäude ist ein geschütztes Baudenkmal.

## Geschichte
Das Doppelhaus wurde um 1800 als traufständiger, zweigeschossiger Putzbau errichtet. Im Jahr 1826 kaufte die jüdische Gemeinde Blieskastel das Haus und richtete im Erdgeschoss eine Schule und die Lehrerwohnung ein. Im Obergeschoss befand sich der Synagogenraum und im Keller wurde das rituelle Bad eingebaut. 
Bis 1908 wurden im Gebäude Gottesdienste abgehalten. Im Jahr 1921 ging das Haus in den Besitz der Stadt Blieskastel über. In den 1950er Jahren wurde das Gebäude an eine Privatperson verkauft und danach zu einem Wohnhaus umgebaut. An der Stelle des Fensters der Mikwe wurde ein Garagentor eingebaut.